# KiTa-Qualitäts- und -Teilhabeverbesserungsgesetz
Das Gesetz zur Weiterentwicklung der Qualität und zur Verbesserung der Teilhabe in Tageseinrichtungen und in der Kindertagespflege (KiTa-Qualitäts- und -Teilhabeverbesserungsgesetz) ist ein deutsches Bundesgesetz, das seit 2019 die Teilhabe in der Kindertagesbetreuung verbessern, gleichwertige Lebensverhältnisse für das Aufwachsen von Kindern in Deutschland herstellen und zur besseren Vereinbarkeit von Familie und Beruf beitragen soll (§ 1 des Gesetzes). Es setzt insbesondere die Artikel 3, 8 und 12 des Übereinkommens über die Rechte des Kindes um.
Das Gesetz wurde vom BMFSFJ und der Ministerin Franziska Giffey als das „Gute-KiTa-Gesetz“ kommuniziert. Die Deutsche Akademie für Sprache und Dichtung kritisierte die Bezeichnung, da solche Titulierungen Gesetzgebungsverfahren mit den Strategien der Reklame verbinden würden.